# Boris Bele
Boris Bele (Gračac, 18. travnja 1949.) slovenski je pjevač i skladatelj. Poznat je kao jedan od frontmena grupe Buldožer. Prije nego što je postao frontmen, svirao je gitaru. Rođen je kao dijete vojnog lica, što je izrazio u pjesmi Vojno lice na albumu Noć iz 1995. godine.

## Karijera
Karijeru je započeo u grupi Sinovi prije nego što je prešao u grupu Sedam svetlobnih let. S tom je grupom nastupio na Boom festivalu 1974. godine u Ljubljani. Nakon što je upoznao Marka Brecelja, osnovao je najpoznatiji sastav Buldožer.
Nakon Bretzelovog odlaska, Bele preuzima mjesto glavnog vokala. Najveći hitovi Buldožera s njim bili su Slovinjak punk, Žene i muškarci, Volio sam Enu Slovenku itd.

## Diskografija

### Buldožer
- Izložba jeftinih slatkiša (1980., Helidon)
- Rok end roul-Olstars bend (1981., Helidon)
- Ako si slobodan večeras (1982., uživo, Helidon)
- Nevino srce (1983., Helidon)
- Noć (1995., Helidon)